# Mustela nigripes
Il furetto dai piedi neri (Mustela nigripes Audubon e Bachman, 1851), conosciuto nei luoghi d'origine anche come American polecat («puzzola americana») o prairie dog hunter («cacciatore di cani della prateria»), è un Mustelide originario delle regioni centrali del Nordamerica. Dal momento che ne rimangono solamente popolazioni piccole e poco numerose, viene classificato come specie in pericolo dalla IUCN.
Scoperta per la prima volta da Audubon e Bachman nel 1851, questa specie si è ridotta sempre più nel corso del XX secolo, prevalentemente a causa della diminuzione delle popolazioni di cani della prateria e delle epidemie di peste selvatica. Nel 1979 venne addirittura dichiarata estinta, fino a quando, nel 1981, il cane di Lucille Hogg non si presentò alla porta dell'abitazione di Meeteetse (Wyoming) con un furetto morto in bocca. Le poche dozzine di esemplari rimasti continuarono a vivere nell'area fino a quando la specie non venne dichiarata estinta in natura nel 1987. Tuttavia, grazie ad un programma di riproduzione in cattività condotto dal Servizio Pesca e Fauna Selvatica degli Stati Uniti, tra il 1991 e il 2008 alcuni furetti sono stati reintrodotti in otto stati occidentali e in Messico. Attualmente in natura vi sono più di 1.000 esemplari adulti nati allo stato selvatico, suddivisi in 18 popolazioni, delle quali quattro autosufficienti in Dakota del Sud (due), Arizona e Wyoming.
Il furetto dai piedi neri ha all'incirca le dimensioni di un visone, e si differenzia dalla puzzola europea per il maggiore contrasto tra la colorazione scura delle zampe e quella chiara del corpo e per la minore lunghezza della coda, nera all'estremità. Al contrario, le differenze intercorrenti tra il furetto dai piedi neri e la puzzola delle steppe dell'Asia sono esigue, al punto che in passato i due erano considerati conspecifici. Infatti, il furetto si distingue da quest'ultima solamente per avere manto più breve e ispido, orecchie più grandi ed estensione post-molare del palato più lunga.
Conduce prevalentemente vita notturna e solitaria, tranne che nel periodo riproduttivo e dell'allevamento dei piccoli. Fino al 91% della sua dieta è composta da cani della prateria.

## Evoluzione
Come la sua stretta cugina, la puzzola delle steppe dell'Asia (della quale in passato era ritenuto conspecifico), il furetto dai piedi neri rappresenta una forma più specializzata della puzzola europea verso uno stile di vita carnivoro. Molto probabilmente il furetto dai piedi neri discende da Mustela stromeri (antenato anche della puzzola europea e di quella delle steppe), una specie evolutasi in Europa nel Pleistocene medio. Le analisi molecolari indicano che la puzzola delle steppe e il furetto dai piedi neri si separarono da Mustela stromeri tra i 500.000 e i 2.000.000 di anni fa, forse nel territorio dell'allora Beringia. La specie fece la sua comparsa nel Gran Bacino e sulle Montagne Rocciose 750.000 anni fa. I più antichi resti fossili ad essa attribuibili sono stati ritrovati nella Cathedral Cave, nella Contea di White Pine (Nevada), e risalgono a 750.000-950.000 anni fa. In sei dei siti dove sono stati rinvenuti resti di furetto sono stati trovati anche fossili di cani della prateria, il che starebbe a significare che l'associazione tra le due specie si era già stabilita allora. Tuttavia, come sembrerebbero indicare le osservazioni sul campo e il 42% dei siti fossili esaminati, anche una colonia medio-grande di scoiattoli di terra, come i citelli di Richardson, avrebbe potuto fornire prede sufficienti e rifugi sotterranei in abbondanza ai furetti. Ciò suggerisce che questi non abbiano stabilito un rapporto predatore-preda così stretto con i cani della prateria in epoca preistorica. Probabilmente il furetto è sempre stato abbastanza raro, e gli esemplari attuali apparterrebbero a una popolazione relitta. I primi resti indicanti la presenza della specie provengono da un deposito dell'Illinoiano della Contea di Clay (Nebraska), ma essa è documentata anche in depositi del Sangamoniano del Nebraska e a Medicine Hat. Fossili risalenti al Pleistocene sono stati rinvenuti anche in Alaska.

## Descrizione

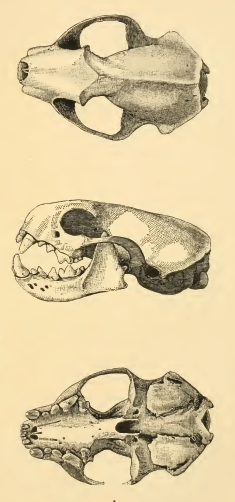
Il cranio dell'animale, da Synopsis of the weasels of North America di Merriam.

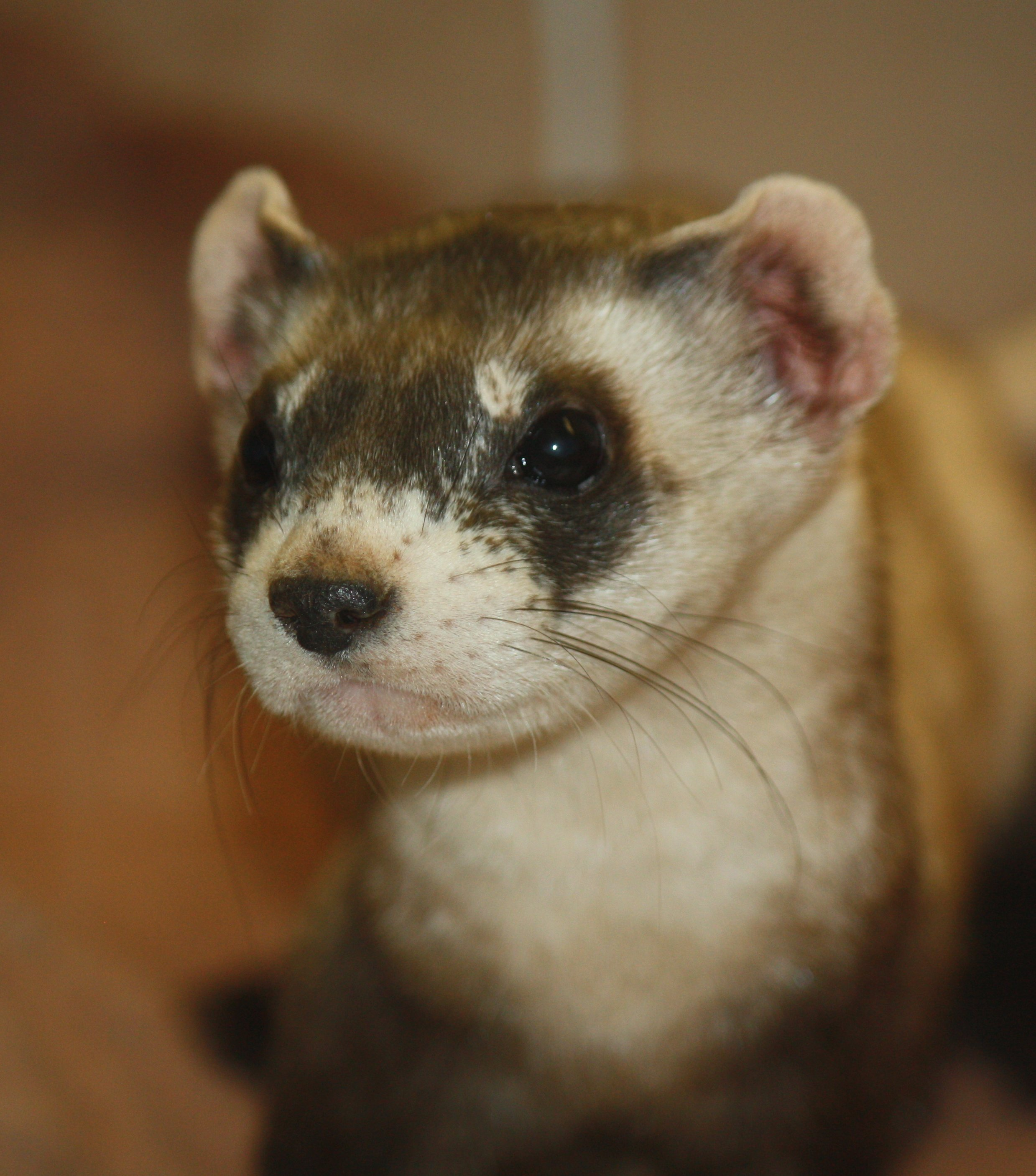
Furetto dai piedi neri allo zoo di Louisville.

Il furetto dai piedi neri ha il corpo molto lungo e la testa smussata. La fronte è arcuata e larga, e il muso è corto. Le vibrisse sono scarse, e le orecchie triangolari, brevi, erette e larghe alla base. Il collo è lungo e le zampe brevi e tozze. Le dita sono munite di artigli affilati e leggermente ricurvi. Tuttavia questi ultimi sono quasi invisibili, dal momento che l'intero piede, pianta compresa, è ricoperto di pelo. Nell'animale si riscontrano caratteristiche fisiche comuni alle specie del sottogenere Gale (donnola, ermellino e donnola dalla lunga coda) e Putorius (puzzola europea e puzzola delle steppe). Il cranio ricorda quello delle puzzole nelle dimensioni, nella consistenza e nello sviluppo delle creste e depressioni, sebbene si distingua da quello di queste ultime per il grado estremo di costrizione dietro le orbite, dove la larghezza del cranio è minore di quella del muso. Malgrado le dimensioni simili a quelle delle puzzole, il corpo sottile, il collo lungo, le zampe molto corte, la coda sottile, le grandi orecchie rotonde e la costituzione del manto ricordano molto più le donnole e gli ermellini. La dentatura del furetto dai piedi neri ricorda molto quella della puzzola europea e della puzzola delle steppe, ma l'ultimo molare inferiore è vestigiale, con una corona semisferica troppo piccola e debole per sviluppare le piccole cuspidi presenti nelle puzzole.
I maschi hanno il corpo lungo 500-533 mm e la coda lunga 114-127 mm, pari al 22-25% della lunghezza totale. Le femmine generalmente sono più piccole dei maschi del 10%. Il peso si aggira sui 650-1.400 g. Gli esemplari cresciuti in cattività impiegati nei programmi di reintroduzione avevano dimensioni inferiori di quelle dei loro simili selvatici, ma una volta rilasciati in natura hanno raggiunto rapidamente le dimensioni solite.
Il mantello ha una colorazione di base, sopra e sotto, giallognolo chiaro o beige. La sommità del capo e, talvolta, il collo sono ricoperti da peli dalle estremità di colore scuro. La faccia è attraversata da una larga fascia di pelo di colore nero sporco, che circonda gli occhi. Di colore nero sporco sono anche i piedi, la parte inferiore delle zampe, l'estremità della coda e la regione prepuziale. Sul dorso, nell'area compresa tra le zampe anteriori e posteriori, è presente una grossa chiazza scura color terra di Siena, che sbiadisce pian piano nel beige delle regioni circostanti. Sopra ogni occhio vi è una piccola macchia, e dietro la mascherina facciale nera corre una sottile fascia dello stesso colore. I lati della testa e le orecchie sono di colore bianco sporco.

## Biologia

### Comportamento

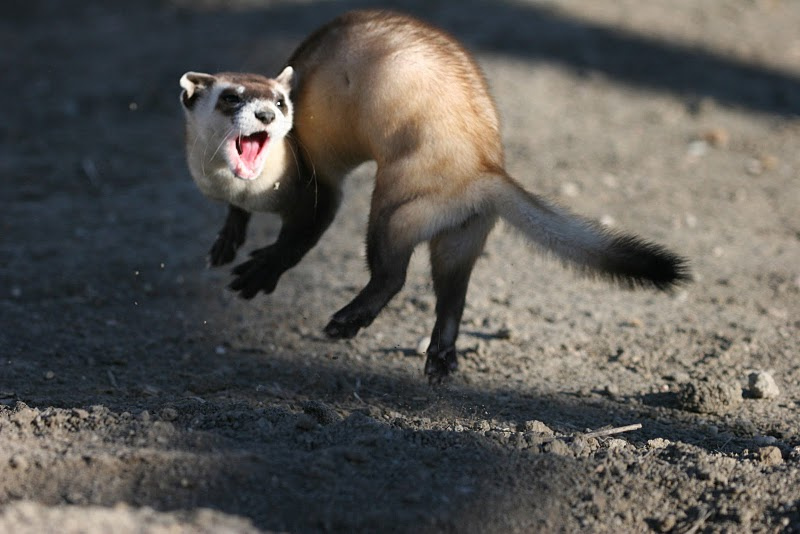
Un esemplare impegnato nella «danza di guerra della donnola».

Il furetto dai piedi neri conduce vita solitaria, tranne che nel periodo degli amori e dell'allevamento dei piccoli. Ha abitudini notturne e cattura prevalentemente i cani della prateria aggredendoli mentre dormono nelle loro tane. Si spinge sul terreno perlopiù tra il tramonto e la mezzanotte e tra le quattro di mattina e metà mattinata. L'attività a livello del suolo è maggiore durante la fine dell'estate e gli inizi dell'autunno, quando i giovani raggiungono l'indipendenza. Le variazioni climatiche generalmente non limitano le attività dell'animale, ma durante l'inverno esso può rimanere al sicuro nella tana anche per 6 giorni di seguito.
Le femmine occupano territori più piccoli di quelli dei maschi. Quelli dei maschi, invece, possono talvolta sovrapporsi a quelli di più femmine. Le femmine adulte occupano generalmente lo stesso territorio ogni anno. Una femmina monitorata dagli studiosi tra dicembre e marzo occupava un territorio di 16 ettari. Nello stesso periodo questo era compreso entro i confini del territorio di un maschio vasto 137 ettari. La densità media di furetti dai piedi neri nei pressi di Meeteetse (Wyoming) è stata stimata a un esemplare ogni 60 ettari. Nel 1985, 40-60 esemplari occupavano un'area di 2.500-3.000 ettari estesa su una colonia di cani della prateria dalla coda bianca. Dal 1982 al 1984, gli spostamenti annuali medi di 15 furetti dai piedi neri tra le varie colonie di cani della prateria dalla coda bianca furono di 2,5 km per notte (con un range di 1,7 km). Lo spostamento dei furetti attraverso le colonie di cani della prateria è influenzato da vari fattori, come l'attività riproduttiva, la stagione, il sesso, la territorialità intraspecifica e la densità delle prede, mentre l'estensione dei territori è direttamente collegata alla densità di popolazione. Il numero degli spostamenti è risultato maggiore durante la stagione degli amori; tuttavia, le tracce sulla neve osservate tra dicembre e marzo per un periodo di 4 anni nei pressi di Meeteetse (Wyoming) hanno rivelato che oltre alle abitudini riproduttive vi sono altri fattori responsabili di spostamenti su maggiori distanze.
La temperatura è positivamente collegata alla distanza degli spostamenti dei furetti. Le suddette tracce sulla neve hanno rivelato che i movimenti sono più brevi durante l'inverno e più lunghi tra febbraio e aprile, quando i furetti si riproducono e i cani della prateria dalla coda bianca emergono dal letargo. La media degli spostamenti notturni di 170 esemplari è risultata essere di 1,40 km (con un range compreso tra 0,002 km e 11,12 km). Le aree di attività notturna dei furetti variano in estensione da 0 a 137 ettari, e sono più estese tra febbraio e marzo (45 ettari) che tra dicembre e gennaio (14 ettari). Le femmine adulte scelgono le proprie aree di attività sulla base delle risorse alimentari necessarie all'allevamento dei piccoli. I maschi, invece, basano le proprie scelte su un maggiore accesso alle femmine, il che li porta ad occupare territori maggiori di quelli delle compagne.
Anche la densità delle prede può influire sulla distanza degli spostamenti. I furetti possono spostarsi in cerca di cibo anche per 18 km, il che significa che possono passare da una colonia di cani della prateria dalla coda bianca all'altra, se queste distano meno di 18 km. Nelle aree dove vi è maggiore densità di prede, i movimenti dei furetti non sono risultati lineari, probabilmente per eludere i predatori. Da dicembre a marzo, su un periodo di studio di 4 anni, i furetti hanno perlustrato 68 tane di cani della prateria ogni 1,6 km di spostamento per notte. La distanza percorsa tra le tane di cani della prateria tra dicembre e marzo, osservata su 149 percorsi di tracce, è stata in media di 22,6 m.

### Riproduzione

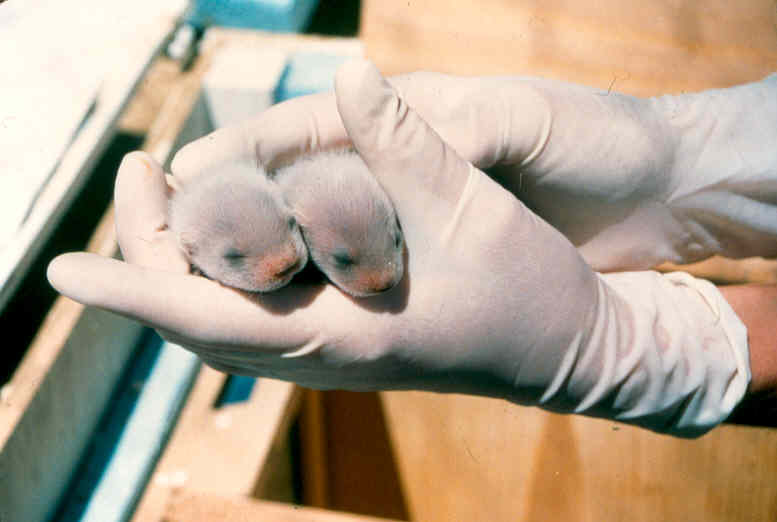
Piccoli di furetto dai piedi neri.

La fisiologia riproduttiva del furetto dai piedi neri è simile a quella della puzzola europea e della puzzola delle steppe. La specie è probabilmente poliginica, almeno stando a quanto si è potuto apprendere dai dati raccolti sulle dimensioni dei territori, sul rapporto tra i sessi e sul dimorfismo sessuale. L'accoppiamento avviene in febbraio e marzo. Quando un maschio e una femmina in estro si incontrano, il primo annusa la regione genitale dell'altra, ma proverà a montarla solamente trascorse alcune ore, diversamente da quanto avviene tra le puzzole europee, nelle quali il maschio assume un comportamento molto più violento. Durante la copula, il maschio stringe con i denti la nuca della femmina, e la cravatta copulatoria dura 1,5-3 ore. Diversamente da altri Mustelidi, il furetto dai piedi neri è un animale specialista con un basso tasso riproduttivo. In cattività, la gestazione dura 42-45 giorni. Ogni cucciolata è composta da 1-5 piccoli. Questi nascono in maggio e giugno all'interno della tana di un cane della prateria. Essi sono del tutto inetti e vengono allevati dalla madre per alcuni mesi dopo la nascita. Escono per la prima volta dalla tana in luglio, all'età di 6 settimane. Verso questa età iniziano a separarsi e ad occupare proprie gallerie attorno alla tana della madre. I giovani completano lo sviluppo e raggiungono la piena indipendenza vari mesi dopo la nascita, tra la fine di agosto e ottobre. La maturità sessuale viene raggiunta a un anno di età.
La dispersione dei giovani furetti avviene tra gli inizi di settembre e i primi di novembre. Le distanze coperte possono essere brevi o lunghe. Nei pressi di Meeteetse (Wyoming) 9 giovani maschi e 3 giovani femmine si allontanarono di 1-7 km dopo aver abbandonato la tana materna. Quattro giovani femmine coprirono una breve distanza (meno di 300 m), ma rimasero entro i confini della propria area natale.

### Alimentazione

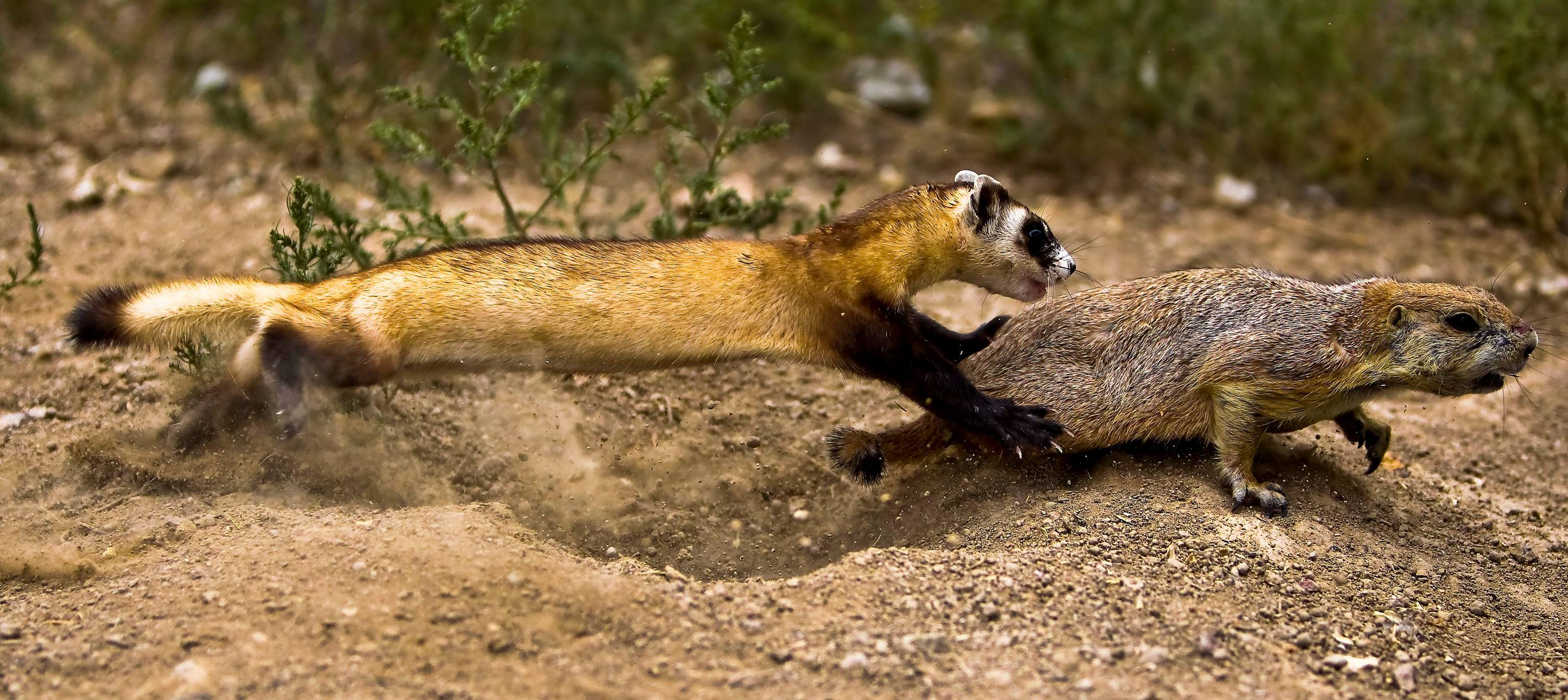
Furetto nell' atto di inseguire un cane della prateria.

Fino al 91% della dieta del furetto dai piedi neri è costituito da cani della prateria. La dieta, tuttavia, varia a seconda della distribuzione geografica. Nel Colorado occidentale, nello Utah, nel Wyoming e nel Montana, i furetti in passato si nutrivano quasi esclusivamente di cani della prateria dalla coda bianca ed erano costretti a cercare prede alternative quando questi ultimi andavano, per quattro mesi, in ibernazione. Nel Wyoming, tra le prede alternative catturate durante il periodo di ibernazione dei cani della prateria dalla coda bianca figurano arvicole (genere Microtus) e topi (generi Peromyscus e Mus) catturati in prossimità dei torrenti. Nel South Dakota, i furetti si nutrono soprattutto di cani della prateria dalla coda nera. Poiché questi ultimi non vanno in ibernazione, la dieta dei furetti presenti nell'area subisce solamente piccole variazioni stagionali.
Nella Contea di Mellette (South Dakota), resti di cani della prateria dalla coda nera sono stati rinvenuti nel 91% degli 82 escrementi di furetto analizzati. Resti di topi erano presenti nel 26% delle deiezioni. Sulla base dei resti esaminati non è stato possibile individuare le specie di topo a cui tali resti appartenevano, ma nelle trappole posizionate nell'area sono stati catturati peromischi, topi cavalletta del nord e topi domestici. Tra le altre prede rinvenute figuravano inoltre citelli dalle tredici linee, gopher del Texas, silvilaghi di montagna, piro-piro codalunga, allodole golagialla e sturnelle allodola occidentali.
Nell'87% delle 86 deiezioni di furetto rinvenute nei pressi di Meeteetse (Wyoming) sono stati rinvenuti resti di cani della prateria dalla coda bianca. Assieme a questi vi erano resti di peromischi, arvicole delle artemisie, arvicole della Pennsylvania, silvilaghi di montagna e jack-rabbit dalla coda bianca. L'acqua necessaria viene ricavata dalle prede consumate.
Secondo uno studio pubblicato nel 1983 una femmina adulta di furetto dai piedi neri e i suoi piccoli necessitano ogni anno di circa 474-1.421 cani della prateria dalla coda nera o di 412-1.236 cani della prateria dalla coda bianca. I ricercatori che effettuarono questo studio giunsero alla conclusione che per proteggere adeguatamente la specie bisognerebbe proteggere 37-95 ettari di areale di cane della prateria dalla coda nera o 167-355 ettari di areale di cane della prateria dalla coda bianca per ogni femmina di furetto con i piccoli.

## Distribuzione e habitat
L'areale storico del furetto dai piedi neri era strettamente correlato, ma non ristretto, a quello dei cani della prateria (genere Cynomys). Esso si estendeva dalle regioni meridionali di Alberta e Saskatchewan fino a Texas, Nuovo Messico e Arizona. Nel 1987, l'unica popolazione rimasta di furetti selvatici era stanziata in un'area di circa 2.428 ettari nella parte occidentale del Bighorn Basin, nei pressi di Meeteetse (Wyoming). A partire dal 1990, i furetti sono stati reintrodotti nelle seguenti aree: Shirley Basin (Wyoming); Rifugio Nazionale di UL Bend e Riserva Indiana di Fort Belknap (Montana); Parco nazionale delle Badlands, Prateria Nazionale del Buffalo Gap e Riserva Indiana di Cheyenne River (Dakota del Sud); Aubrey Valley (Arizona); Wolf Creek (Colorado); Coyote Basin (tra Colorado e Utah); Contea di Logan (Kansas); e Chihuahua settentrionale (Messico).
Tra gli habitat storici del furetto vi erano praterie di erba bassa, praterie miste, praterie desertiche, steppe arbustive, steppe di artemisia, praterie montane e praterie semi-desertiche. I furetti utilizzano le tane dei cani della prateria per allevare i piccoli, evitare i predatori e ripararsi dai rigori del clima. Sei covi di furetto situati nei pressi della Contea di Mellette (South Dakota), erano foderati con fili d'erba di Bouteloua dactyloides, Aristida oligantha, Vulpia octoflora e Bromus tectorum. Densità elevate di gallerie di cani della prateria forniscono la maggior quantità di ripari ai furetti. Le colonie dei cani della prateria dalla coda nera contengono una maggiore densità di gallerie per ettaro di quelle dei cani della prateria dalla coda bianca, e sono quindi maggiormente indicate per il recupero dei furetti. Per i furetti è importante anche il tipo di galleria che viene occupato. Le cucciolate di furetto nei pressi di Meeteetse (Wyoming) erano situate in prossimità delle collinette di ingresso delle gallerie dei cani della prateria dalla coda bianca. Le collinette di ingresso contengono più entrate e probabilmente offrono un sistema di gallerie più esteso e profondo per la protezione dei piccoli. Tuttavia, nello stesso sito, i furetti utilizzano con più frequenza le gallerie prive di collinette (64%) di quelle fornite di questi ingressi (30%).

## Mortalità
Tra le principali cause di mortalità dei furetti vi sono la perdita dell'habitat, le malattie introdotte dall'uomo e gli avvelenamenti indiretti legati al controllo dei cani della prateria. La mortalità annuale di esemplari giovani e adulti a Meeteetse (Wyoming) in un periodo di 4 anni risultò essere del 59-83% (128 esemplari). Durante l'autunno e l'inverno morì il 50-70% dei giovani e degli esemplari più vecchi. La speranza di vita media in natura è probabilmente di un unico anno, ma può raggiungere anche i 5 anni. Il tasso di mortalità tra i maschi è maggiore che nelle femmine, poiché questi, disperdendosi su distanze maggiori, sono più vulnerabili agli attacchi dei predatori.
Data la loro stretta dipendenza dai cani della prateria, i furetti sono estremamente vulnerabili ai danni arrecati alle loro colonie dall'agricoltura, dal bestiame e da altre attività antropiche.
I furetti sono soggetti a numerose malattie. Tra di esse la più letale è il cimurro canino (Morbillivirus), trasmesso da moffette striate, procioni comuni, volpi rosse, coyote e tassi americani. Per gli esemplari che crescono in cattività è disponibile un vaccino a breve termine contro il cimurro, ma per gli esemplari che nascono in natura non vi è alcuna protezione. Tra le altre malattie che colpiscono i furetti ricordiamo la rabbia, la tularemia e l'influenza umana. La peste selvatica (Yersinia pestis) probabilmente non colpisce direttamente i furetti, ma può distruggere intere colonie di cani della prateria, loro preda principale.
I furetti possono cadere vittima di aquile reali, gufi della Virginia, coyote, tassi americani, linci rosse, falchi della prateria, poiane tabaccate e crotali della prateria.
I processi di esplorazione ed estrazione di petrolio e gas naturale possono avere effetti deleteri sia per i cani della prateria che per i furetti. Le attività sismiche fanno crollare le gallerie dei cani della prateria. Tra gli altri fattori di minaccia ricordiamo potenziali perdite e sversamenti di greggio, l'aumento di strade e recinzioni, l'incremento dei veicoli e della presenza umana, e l'aumento degli uccelli rapaci, che trovano ottimi posatoi nei tralicci dell'alta tensione. Inoltre, i furetti possono rimanere feriti nelle trappole posizionate per catturare coyote, visoni americani e altri animali.

## Storia
Presso alcune tribù di nativi americani, come i Crow, i Piedi Neri, i Sioux, i Cheyenne e i Pawnee, i furetti dai piedi neri giocavano un ruolo importante nei riti religiosi e nella dieta. Nessun esemplare appartenente a questa specie venne avvistato durante la spedizione di Lewis e Clark, né venne mai scorto da Nuttall o Townsend, ed essa divenne nota al mondo scientifico solamente nel 1851, quando venne descritta per la prima volta da Audubon e Bachman in Viviparous Quadrupeds of North America:
(Audubon e Bachman, 1851)

### Declino
Per un certo periodo di tempo, i furetti dai piedi neri vennero cacciati per la loro pelliccia, e verso la fine degli anni '30 del XIX secolo la American Fur Company ne ricevette 86 pelli provenienti da Pratt, Chouteau e dalla Compagnia di St. Louis. Durante i primi anni del programma di controllo dei predatori, le carcasse dei furetti rimasti uccisi venivano probabilmente scartate, dato lo scarso valore della loro pelliccia. Tale situazione è probabilmente continuata anche dopo l'approvazione dello Endangered Species Act del 1973, per paura di rappresaglie. Il grave declino della popolazione dei furetti ha avuto inizio nel XIX secolo e si è protratto nel XX, in seguito alla diminuzione dei cani della prateria dovuta ai programmi di controllo e alla conversione delle praterie in terreni agricoli. Anche la peste selvatica, una malattia causata da Yersinia pestis, un agente patogeno introdotto accidentalmente in Nordamerica, ha contribuito alla decimazione dei cani della prateria, ma dal momento che il numero dei furetti è diminuito molto di più rispetto a quello delle loro prede, è probabile che alla loro scomparsa abbiano influito anche altri fattori. La peste è stata individuata per la prima volta in South Dakota in un coyote nel 2004, e successivamente, nel 2005, in un'area popolata da cani della prateria vasta circa 20.000 ettari nella Riserva di Pine Ridge. Tuttavia, nel 2006-07, 2.800 ettari di colonie di cani della prateria sono stati trattati con insetticida (DeltaDust®) e 400 ettari di habitat dei furetti nel Conata Basin sono stati cosparsi di insetticida a scopo di profilassi. Ciononostante, nel maggio del 2008 la peste è stata individuata anche nei furetti. Da allora, ogni anno 4.800 ettari del Conata Basin vengono trattati con insetticida e circa 50-150 furetti sono stati vaccinati contro la peste.
Alla decimazione della specie potrebbe aver contribuito anche la depressione da inincrocio, dal momento che studi effettuati a Meeteetse (Wyoming) hanno rivelato bassi livelli di variabilità genetica. Nel 1985 la popolazione ivi presente venne devastata dal cimurro canino. La specie è estremamente suscettibile a quest'ultima malattia, come sta a indicare il fatto che molti esemplari sono morti dopo essere stati trattati con un vaccino con virus attenuato originariamente prodotto per i furetti domestici.

### Reintroduzione e conservazione

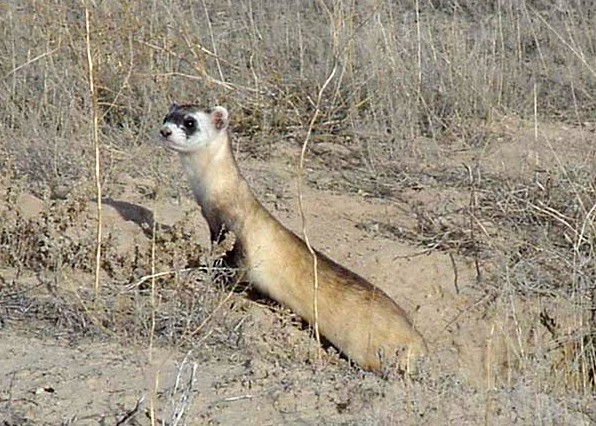
Un furetto in natura.

Il furetto dai piedi neri è una di quelle specie che deve la propria sopravvivenza ai programmi di riproduzione in cattività. Un primo programma di allevamento in cattività ebbe inizio nel 1987, con la cattura di 18 esemplari selvatici e l'impiego dell'inseminazione artificiale. Questa fu una delle prime volte in cui degli studiosi hanno cercato di salvare una specie in pericolo con la riproduzione assistita. Successivamente, a partire dal 1991, il Servizio Pesca e Fauna Selvatica degli Stati Uniti (USFWS), varie agenzie statali e tribali, proprietari terrieri privati, gruppi conservazionisti e zoo nordamericani hanno iniziato a reintrodurre i furetti in natura, inizialmente nella Prateria Nazionale del Thunder Basin (Wyoming orientale), e successivamente in Montana, South Dakota (in sei siti nel 1994), Arizona, Utah, Colorado, Saskatchewan, Canada e Chihuahua (Messico). Allo Zoo di Toronto sono nati centinaia di esemplari, quasi tutti rilasciati in natura. Alcuni episodi della serie di documentari Zoo Diaries mostrano appunto alcuni momenti di questa riproduzione controllata. Nel maggio del 2000, il Canadian Species at Risk Act inserì il furetto dai piedi neri tra le specie scomparse dal suolo nazionale. Il 2 ottobre del 2009, tuttavia, una popolazione composta da 34 esemplari è stata rilasciata nel Parco Nazionale delle Grasslands (Saskatchewan meridionale) e già nel luglio del 2010 è stata osservata nell'area una cucciolata. I furetti reintrodotti in natura si sono quasi sempre riprodotti in tutti i siti di reintroduzione.
Il furetto dai piedi neri è classificato come Endangered, «in pericolo», dall'Endangered Species Act dal 20 settembre del 2005. Nel settembre del 2006 la popolazione di furetti del South Dakota venne stimata attorno ai 420 esemplari, dei quali 250 (100 adulti riproduttori costituiti da 67 femmine e 33 maschi) nella zona di Eagle Butte, in un'area vasta 40.468 ettari (meno del 3% del suolo pubblico costituito da praterie del South Dakota), 112 km ad est di Rapid City nella Prateria Nazionale del Buffalo Gap confinante con il Parco nazionale delle Badlands; 130 a nord-est di Eagle Butte, nella Riserva Indiana di Cheyenne River; e circa 40 nella Riserva Indiana di Rosebud. La popolazione di furetti reintrodotta nella Aubrey Valley, in Arizona, supera già i 100 esemplari, mentre un secondo sito di reintroduzione ospita circa 50 esemplari. Secondo un rapporto pubblicato sulla rivista Science nell'agosto del 2007, in un'area del Wyoming vi erano 223 furetti (il numero originario di furetti reintrodotti, molti dei quali morti poco dopo, era di 228 capi), che nel periodo 2003-2006 avevano registrato un tasso di crescita annuale del 35%. Questo tasso di recupero è molto più rapido di quello riscontrato in molte specie minacciate, e sembrerebbe che i furetti siano riusciti a superare i precedenti problemi legati alle malattie e alla carenza di prede che avevano ostacolato il loro recupero. Nel 2007, il numero totale di furetti dai piedi neri presenti allo stato selvatico negli Stati Uniti superava i 650 esemplari, ed altri 250 individui erano presenti in cattività. Nel 2008, la IUCN riclassificò la specie come Endangered, «in pericolo»: un sostanziale miglioramento rispetto al 1996, quando era stata dichiarata «estinta in natura», dal momento che all'epoca tutti gli esemplari rimasti vivevano in cattività.
Nel 2013 il numero di furetti dai piedi neri presenti in natura è stato stimato a circa 1.200 capi.
I programmi di conservazione sono stati accolti in malo modo dagli allevatori di bestiame e dagli agricoltori, che combattono da decenni contro i cani della prateria. Nel 2005, il Servizio delle Foreste degli Stati Uniti iniziò a effettuare un programma di avvelenamento di cani della prateria sui terreni privati del Conata Basin confinanti con la Prateria Nazionale del Buffalo Gap (South Dakota). Dato che 10-15 allevatori reputarono inadeguate le misure prese, il Servizio Forestale, su consiglio di Mark Rey, all'epoca Sottosegretario all'Agricoltura, nel settembre del 2006 estese il «trattamento» all'intera Prateria Nazionale del Buffalo Gap e a quella di Fort Pierre, nonché a quella degli Oglala, nel Nebraska, malgrado il parere contrario dei biologi del Servizio Pesca e Fauna Selvatica degli Stati Uniti. Tuttavia, in seguito alle proteste portate avanti da gruppi di conservazionisti come la Climate, Community & Biodiversity Alliance, dai media nazionali, dall'opinione pubblica e da alcuni ufficiali federali, il progetto di avvelenamento venne revocato.
La gestione contraddittoria delle due agenzie federali coinvolte, lo USFWS e il Servizio Forestale, può essere esemplificato da quanto sperimentato dalla tribù di Sioux stanziata nella Riserva di Rosebud. In quest'area lo USFWS introdusse una popolazione di furetti dopo aver stretto un accordo con i Sioux, ai quali venne promesso un risarcimento di oltre un milione di dollari all'anno fino al 2010. Dall'altra parte la tribù si era anche impegnata con il Servizio Forestale per un programma di avvelenamento dei cani della prateria. Il numero crescente dei furetti presenti nell'area portò ben presto a conflitti tra il Dipartimento di Caccia, Pesca e Parchi della tribù e l'Organizzazione Aziendale delle Terre Tribali. Quando il governo federale avviò un'indagine sul programma di gestione dei cani della prateria portato avanti dalla tribù, minacciando di perseguire i dipendenti tribali o gli agenti che stavano avvelenando i cani della prateria presenti nel sito di riproduzione dei furetti, il consiglio tribale, nel 2008, approvò una risoluzione chiedendo alle due agenzie federali di rimuovere i furetti e di rimborsare la tribù per le spese che erano state necessarie per il programma di recupero.

## LaMustela nigripesnella cultura di massa
Nella versione italiana della seconda stagione de I segreti di Twin Peaks (negli episodi 23 e 24 oppure 16 e 17 nella numerazione italiana) si cita la Mustela nigripes come un piccolo mammifero in rischio d'estinzione che vivrebbe nella Foresta di Ghostwood, nei dintorni della cittadina di Twin Peaks, tra lo stato di Washington e il Canada. In realtà la Mustela nigripes non vive nella zona dov'è ambientata la serie e nella versione originale si fa riferimento a una non ben identificata pine weasel (‘donnola dei pini’) e Benjamin Horne mostra un disegno di un mustelide con la scritta Mustela pinus, nome binomiale inesistente.